# Lipník (Slovacchia)
Lipník (in tedesco Lippnick, in ungherese Hársas) è un comune della Slovacchia facente parte del distretto di Prievidza, nella regione di Trenčín.
Fu menzionato per la prima volta in un documento storico nel 1432 con il nome di Lypnek quando apparteneva al castello di Sivý Kameň. Successivamente passò ai Kereky e poi a Necpál. Nel XIV secolo numerosi hussiti si stabilirono nel villaggio, dopoché re Sigismondo d'Ungheria accordò loro protezione. Nel 1492 passò ai Majthény e poi alla Signoria di Bojnice.